# 天才少女福爾摩斯2
《天才少女福爾摩斯2》（英語：Enola Holmes 2）是一部2022年英美合拍懸疑片，由哈利·布萊德比爾執導，傑克·索恩編劇，改編自南西·史賓格創作的《天才少女福爾摩斯系列》小說。該片為2020年電影《天才少女福爾摩斯》的續集，由米莉·芭比·布朗、亨利·卡維爾、路易·帕特里奇和海倫娜·寶漢·卡特主演。《天才少女福爾摩斯2》2022年11月4日在Netflix上線。

## 演員
- 米莉·芭比·布朗飾演艾諾拉·福爾摩斯（Enola Holmes）
- 亨利·卡維爾飾演夏洛克·福爾摩斯
- 路易·帕特里奇飾演圖克斯伯里勳爵（Lord Tewkesbury）
- 大衛·休利斯飾演葛拉利（Grail）
- 蘇西·沃科馬（英语：Susie Wokoma）飾演艾迪絲（Edith）
- 艾迪爾·阿克塔爾飾演雷斯垂德探長
- 莎朗·鄧肯-布魯斯特（英语：Sharon Duncan-Brewster）飾演蜜拉·塔洛伊（Mira Troy）
- 漢娜·杜德（英语：Hannah Dodd (actress)）飾演莎拉·查普曼（英语：Sarah Chapman）／西西莉（Cicely）
- 海倫娜·寶漢·卡特飾演尤多拉·福爾摩斯（Eudoria Holmes）
- 希姆許·帕托飾演華生醫生
- 艾比·赫恩（Abbie Hern）飾演梅（Mae）
- 蓋布瑞·蒂爾尼（Gabriel Tierney）飾演威廉·里昂（William Lyon）
- 塞拉娜·蘇-玲·布莉絲（Serrana Su-Ling Bliss）飾演貝西·查普曼（Bessie Chapman）

## 製作
2020年9月，米莉·芭比·布朗和哈利·布萊德比爾表示他們打算開發《天才少女福爾摩斯》的續集。2021年5月，正式宣佈製作《天才少女福爾摩斯2》，布萊德比爾回歸執導，傑克·索恩回歸編劇，而布朗和亨利·卡維爾回歸出演電影。2021年9月，宣佈海倫娜·寶漢·卡特、路易·帕特里奇、蘇西·沃科馬、艾迪爾·阿克塔爾回歸出演，而大衛·休利斯、莎朗·鄧肯-布魯斯特、漢娜·杜德、艾比·赫恩（Abbie Hern）、蓋布瑞·蒂爾尼（Gabriel Tierney）和塞拉娜·蘇-玲·布莉絲（Serrana Su-Ling Bliss）加入演員陣容。

### 拍攝
拍攝於2021年秋季開始進行，並於2022年1月殺青。

## 發行
《天才少女福爾摩斯2》2022年11月4日上線Netflix。
此劇於爛番茄上的平均觀眾得分為 71%。

## 外部連結
- 互联网电影数据库（IMDb）上《天才少女福爾摩斯2》的资料（英文）
- 在Netflix上觀看《天才少女福爾摩斯2》